# Castelul Neuwied

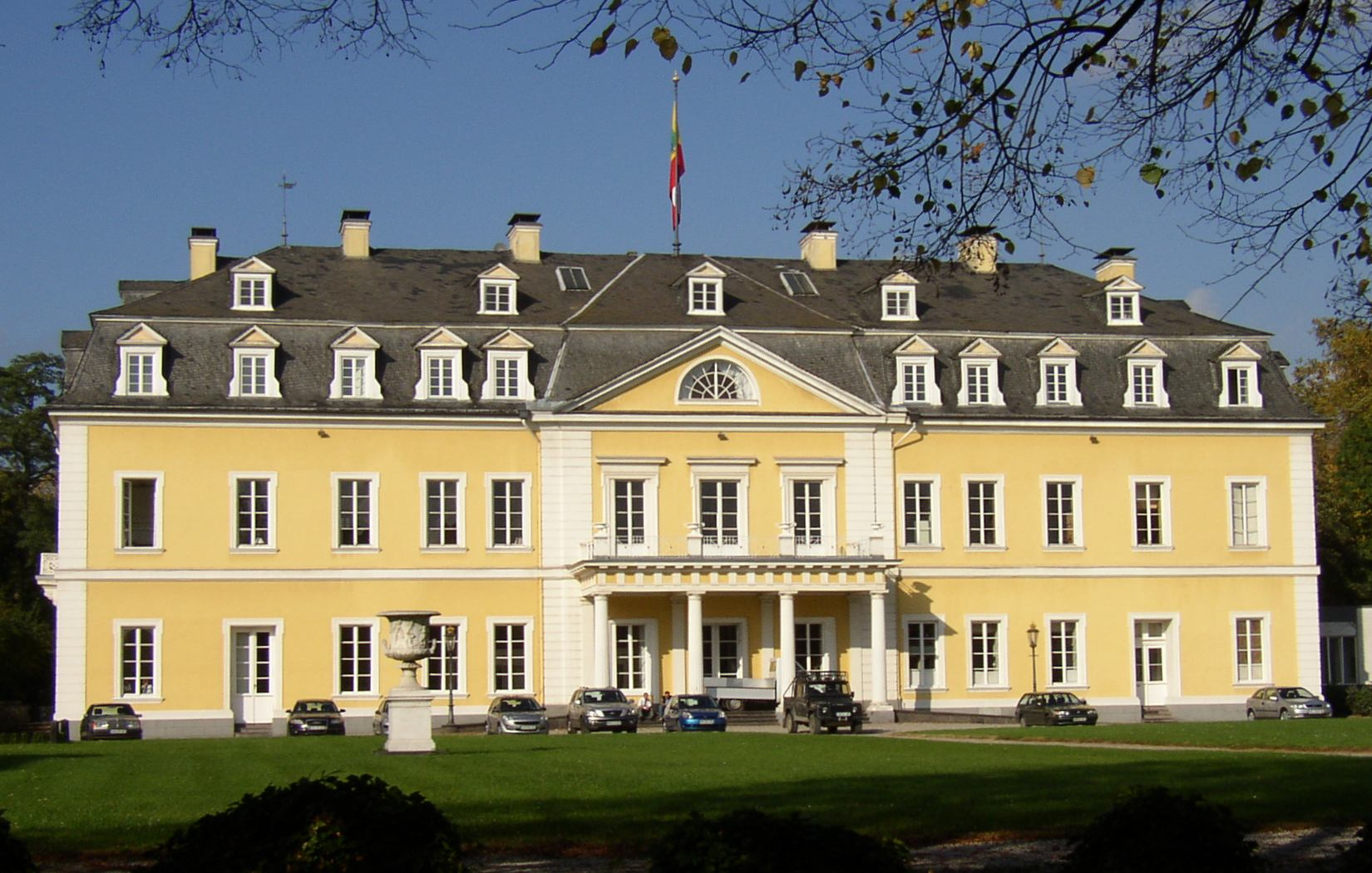
Castelul Neuwied rezidenţa prinţilor de Wied

Castelul Neuwied situat în apropiere de confluența râului Wied în Rin, până în 1804 rezidență a principatului Wied, fost oraș district în partea de nord a landului Rheinland-Pfalz.